# Coppa del Re 1916
La Copa del Rey 1916 fu la sedicesima edizione della Coppa del Re. Il torneo ebbe inizio il 26 marzo e si concluse il 7 maggio del 1916. La finale si svolse al Camp de la Indústria di Barcellona dove l'Athletic Bilbao vinse per la settima volta la coppa.

## Partecipanti
- Paesi Baschi:  Athletic Bilbao
- Castiglia:  Madrid CF
- Catalogna:  Barcellona[1]

## Semifinale
| Barcellona 26 marzo 1916 | Barcellona | 2 – 1 | Madrid CF |  |

| Madrid 2 aprile 1916 | Madrid CF | 4 – 1 | Barcellona |  |

Avendo vinto una partita per parte, il Madrid CF e il FC Barcellona disputarono la partita di ripetizione.
| Madrid 13 aprile 1916 | Madrid CF | 6 – 6 (d.t.s.) | Barcellona |  |

| Madrid 15 aprile 1916 | Madrid CF | 4 – 2 (d.t.s.) | Barcellona |  |

## Finale
| Arbitro: | Paco Bru |

|                                   |           |  |
| Acedo 12’ Zubizarreta 23’ 60’ 69’ | Marcatori |  |